# Discaclis
Discaclis is een geslacht van weekdieren uit de klasse van de Gastropoda (slakken).

## Soort
- Discaclis canariensis Moolenbeek & Warén, 1987